# Tampere Saints 2017
Questa voce raccoglie le informazioni riguardanti i Tampere Saints nelle competizioni ufficiali della stagione 2017.

## Maschile

### Prima squadra

#### Vaahteraliiga 2017

##### Stagione regolare
| Tampere 13 maggio 2017, ore 15:30 2ª giornata | Tampere Saints                                                                | 7 – 35 (0-14 7-7 0-7 0-7) referto | Porvoon Butchers | Pyynikin urheilukenttä (501 spett.)\| Arbitri: \| V. Lamminsalo P. Hautala J. Sipi J. Kalliokoski J. Bruun Tahtinen J. Holmberg \| |
| Arbitri:                                      | V. Lamminsalo P. Hautala J. Sipi J. Kalliokoski J. Bruun Tahtinen J. Holmberg |                                   |                  | |

| Hämeenlinna 18 maggio 2017, ore 18:30 3ª giornata | Hämeenlinna Huskies                                                                      | 50 – 0 (16-0 6-0 14-0 14-0) referto | Tampere Saints | Pulleri (244 spett.)\| Arbitri: \| M. Makarainen E. Aaltonen A. Anttila J. Mustikkamaa J. Lehtinen J. Karppinen A. Naumanen \| |
| Arbitri:                                          | M. Makarainen E. Aaltonen A. Anttila J. Mustikkamaa J. Lehtinen J. Karppinen A. Naumanen |                                     |                | |

| Tampere 3 giugno 2017, ore 15:30 5ª giornata | Tampere Saints | 0 – 50 (0-0 0-14 0-28 0-8) referto | Helsinki Roosters | Pyynikin urheilukenttä (315 spett.)\| Arbitro: \| M. Makarainen \| |
| Arbitro:                                     | M. Makarainen  |                                    |                   |                                                                    |

| Seinäjoki 8 giugno 2017, ore 18:30 6ª giornata | Seinäjoki Crocodiles | 29 – 14 (15-0 7-0 0-0 7-14) referto | Tampere Saints | OmaSP Stadion (285 spett.)\| Arbitro: \| M. Makarainen \| |
| Arbitro:                                       | M. Makarainen        |                                     |                |                                                           |

| Tampere 15 giugno 2017, ore 18:30 7ª giornata | Tampere Saints | 35 – 21 (7-3 7-3 7-3 14-12) referto | Turku Trojans | Pyynikin urheilukenttä (435 spett.)\| Arbitro: \| V. Lamminsalo \| |
| Arbitro:                                      | V. Lamminsalo  |                                     |               |                                                                    |

| Vaasa 29 giugno 2017, ore 18:30 8ª giornata | Wasa Royals   | 49 – 14 (7-0 28-7 7-0 7-7) referto | Tampere Saints | Kaarlen kenttä (722 spett.)\| Arbitro: \| V. Lamminsalo \| |
| Arbitro:                                    | V. Lamminsalo |                                    |                |                                                            |

| Helsinki 13 luglio 2017, ore 18:30 10ª giornata | Helsinki Roosters | 55 – 14 (21-0 7-7 27-7 0-0) referto | Tampere Saints | Velodromo di Helsinki (356 spett.)\| Arbitro: \| V. Lamminsalo \| |
| Arbitro:                                        | V. Lamminsalo     |                                     |                |                                                                   |

| Tampere 24 luglio 2017, ore 18:30 11ª giornata | Tampere Saints | 49 – 14 (7-14 21-0 14-0 7-0) referto | Seinäjoki Crocodiles | Pyynikin urheilukenttä (610 spett.)\| Arbitro: \| V. Lamminsalo \| |
| Arbitro:                                       | V. Lamminsalo  |                                      |                      |                                                                    |

| Raisio 29 luglio 2017, ore 15:30 12ª giornata | Turku Trojans | 31 – 7 (0-0 21-0 7-0 3-7) referto | Tampere Saints | Kerttula (537 spett.)\| Arbitro: \| M. Makarainen \| |
| Arbitro:                                      | M. Makarainen |                                   |                |                                                      |

| Tampere 5 agosto 2017, ore 15:30 13ª giornata | Tampere Saints | 25 – 34 (3-6 7-14 7-8 8-6) referto | Hämeenlinna Huskies | Pyynikin urheilukenttä (470 spett.)\| Arbitro: \| V. Lamminsalo \| |
| Arbitro:                                      | V. Lamminsalo  |                                    |                     |                                                                    |

| Tampere 10 agosto 2017, ore 18:30 14ª giornata | Tampere Saints | 0 – 34 (0-7 0-13 0-8 0-6) referto | Wasa Royals | Pyynikin urheilukenttä (579 spett.)\| Arbitro: \| M. Makarainen \| |
| Arbitro:                                       | M. Makarainen  |                                   |             |                                                                    |

| Porvoo 20 agosto 2017, ore 18:30 15ª giornata | Porvoon Butchers | 35 – 52 (0-21 14-7 14-3 7-21) referto | Tampere Saints | Porvoon Keskuskenttä (305 spett.)\| Arbitro: \| V. Lamminsalo \| |
| Arbitro:                                      | V. Lamminsalo    |                                       |                |                                                                  |

#### Statistiche di squadra
| Competizione      | %Vittorie | In casa | In casa | In casa | In casa | In casa | In casa | In trasferta | In trasferta | In trasferta | In trasferta | In trasferta | In trasferta | Totale | Totale | Totale | Totale | Totale | Totale |
| Competizione      | %Vittorie | G       | V       | N       | P       | Pf      | Ps      | G            | V            | N            | P            | Pf           | Ps           | G      | V      | N      | P      | Pf     | Ps     |
| ----------------- | --------- | ------- | ------- | ------- | ------- | ------- | ------- | ------------ | ------------ | ------------ | ------------ | ------------ | ------------ | ------ | ------ | ------ | ------ | ------ | ------ |
| Stagione regolare | .250      | 6       | 2       | 0       | 4       | 116     | 188     | 6            | 1            | 0            | 5            | 101          | 249          | 12     | 3      | 0      | 9      | 217    | 437    |
| Totale            | .250      | 6       | 2       | 0       | 4       | 116     | 188     | 6            | 1            | 0            | 5            | 101          | 249          | 12     | 3      | 0      | 9      | 217    | 437    |

### Seconda squadra

#### IV-divisioona 2017

##### Stagione regolare
| Vaasa 20 maggio 2017 2ª giornata | Vaasa Vikings | 24 – 8 | Tampere Angels |  |

| Vaasa 20 maggio 2017 2ª giornata | Puuppola Buccaneers | 0 – 30 (d.g.s.) | Tampere Angels |  |

| Tampere 17 giugno 2017 3ª giornata | Tampere Angels | 18 – 38 | Helsinki Wolverines Pink | Pyynikin urheilukenttä |

| Jyväskylä 13 agosto 2017 6ª giornata | Jyväskylä Pirates | 28 – 22 | Tampere Angels | Palokan tekonurmi |

| Jyväskylä 13 agosto 2017 6ª giornata | Tampere Angels | 6 – 36 | Malmi Blaze | Palokan tekonurmi |

| Tampere 20 agosto 2017, ore 12:00 Recupero 3ª giornata | Helsinki Giants | 40 – 2 | Tampere Angels | Pyynikin urheilukenttä |

#### Statistiche di squadra
| Competizione      | %Vittorie | In casa | In casa | In casa | In casa | In casa | In casa | In trasferta | In trasferta | In trasferta | In trasferta | In trasferta | In trasferta | Totale | Totale | Totale | Totale | Totale | Totale |
| Competizione      | %Vittorie | G       | V       | N       | P       | Pf      | Ps      | G            | V            | N            | P            | Pf           | Ps           | G      | V      | N      | P      | Pf     | Ps     |
| ----------------- | --------- | ------- | ------- | ------- | ------- | ------- | ------- | ------------ | ------------ | ------------ | ------------ | ------------ | ------------ | ------ | ------ | ------ | ------ | ------ | ------ |
| Stagione regolare | .167      | 2       | 0       | 0       | 2       | 24      | 74      | 4            | 1            | 0            | 3            | 62           | 92           | 6      | 1      | 0      | 5      | 86     | 166    |
| Totale            | .167      | 2       | 0       | 0       | 2       | 24      | 74      | 4            | 1            | 0            | 3            | 62           | 92           | 6      | 1      | 0      | 5      | 86     | 166    |

## Femminile

### Naisten I-divisioona 2017

#### Stagione regolare
| Mikkeli 28 maggio 2017, ore 15:30 2ª giornata | Mikkeli Bouncers | 0 – 12 | Tampere Saints | Urpolan tekonurmi |

| Jyväskylä 4 giugno 2017, ore 12:00 3ª giornata | Jyväskylä Jaguars | 0 – 24 | Tampere Saints | Viitaniemen liikuntapuisto |

| Hyvinkää 8 luglio 2017, ore 13:00 4ª giornata | Hyvinkää Falcons | 8 – 14 | Tampere Saints | Kankurin kenttä |

| Tampere 15 luglio 2017, ore 16:00 5ª giornata | Tampere Saints | 34 – 12 | West Coast Phoenix | Pyynikin urheilukenttä |

| Tampere 29 luglio 2017, ore 16:00 7ª giornata | Tampere Saints | 33 – 12 | Mikkeli Bouncers | Pyynikin urheilukenttä |

| Tampere 6 agosto 2017, ore 16:00 8ª giornata | Tampere Saints | 14 – 8 | Jyväskylä Jaguars | Pyynikin urheilukenttä |

| Tampere 12 agosto 2017, ore 16:00 9ª giornata | Tampere Saints | 25 – 0 | Hyvinkää Falcons | Pyynikin urheilukenttä |

| Raisio 20 agosto 2017, ore 14:00 10ª giornata | West Coast Phoenix | 28 – 18 | Tampere Saints | Kerttulan urheilukenttä |

#### Playoff
| Tampere 10 settembre 2017, ore 16:00 Finale | Tampere Saints | 33 – 0 | West Coast Phoenix | Pyynikin urheilukenttä |

### Statistiche di squadra
| Competizione      | %Vittorie | In casa | In casa | In casa | In casa | In casa | In casa | In trasferta | In trasferta | In trasferta | In trasferta | In trasferta | In trasferta | Totale | Totale | Totale | Totale | Totale | Totale |
| Competizione      | %Vittorie | G       | V       | N       | P       | Pf      | Ps      | G            | V            | N            | P            | Pf           | Ps           | G      | V      | N      | P      | Pf     | Ps     |
| ----------------- | --------- | ------- | ------- | ------- | ------- | ------- | ------- | ------------ | ------------ | ------------ | ------------ | ------------ | ------------ | ------ | ------ | ------ | ------ | ------ | ------ |
| Stagione regolare | .875      | 4       | 4       | 0       | 0       | 106     | 32      | 4            | 3            | 0            | 1            | 68           | 36           | 8      | 7      | 0      | 1      | 174    | 68     |
| Playoff           | 1.000     | 1       | 1       | 0       | 0       | 33      | 0       | 0            | 0            | 0            | 0            | 0            | 0            | 1      | 1      | 0      | 0      | 33     | 0      |
| Totale            | .889      | 5       | 5       | 0       | 0       | 139     | 32      | 4            | 3            | 0            | 1            | 68           | 36           | 9      | 8      | 0      | 1      | 207    | 68     |